# 無令状逮捕
無令状逮捕（むれいじょうたいほ、英語: arrest without warrant）とは、英米法における令状のない逮捕。arrest without warrantの訳語として用いられる概念である。
なお、日本法にも令状によらない逮捕として緊急逮捕や現行犯逮捕・準現行犯逮捕の制度があるが、アメリカの刑事手続におけるarrest without warrant（無令状逮捕）と比較すると特に重罪（felony）については範囲が一致しない。

## 意義
アメリカの刑事手続について講義などでは逮捕はarrest with warrant（令状逮捕）とarrest without warrant（無令状逮捕）に区分される。
なお、日本では令状による逮捕と現行犯逮捕という形での区分がよくなされ、アメリカでも講学上または一般用語として現行犯逮捕が用いられることもあるが、一般にはarrest with warrant（令状逮捕）とarrest without warrant（無令状逮捕）という区別を用いて議論されることが多い。

## 要件
アメリカの刑事手続における無令状逮捕の要件は次のようなものである。
1. 犯罪が行われたこと及びその被疑者がその犯罪を犯した者であることを逮捕しようとする警察官において相当の理由（probable cause）をもって証明できること[1]。
2. 重罪より軽い刑が定められた軽罪（misdemeanor）については警察官の目前で実行されたこと[1]。

日本法と比較すると重罪（felony）とされる犯罪については日本の緊急逮捕や現行犯逮捕・準現行犯逮捕よりも広い範囲で認められている。例えば強盗事件では相当の理由（probable cause）があれば事件から1週間を経過していても無令状で逮捕できる。しかし、アメリカの刑事手続では逮捕後24時間以内（州によっては最大72時間以内）に捜査を終了させ身柄を裁判所に引き渡す必要がある。アメリカの刑事手続では逮捕は比較的緩やかな基準で許容される一方、逮捕後には直ちに裁判所が関与してその正当性が審査される。